# Franz Grabe
Franz Grabe (* 12. März 1843 zu Altenbruch (Land Hadeln, jetzt Cuxhaven); † 30. März 1923 in Lüdingworth, Land Hadeln, jetzt Cuxhaven) war ein deutscher Kaufmann und Autor.

## Biografie
Grabe war der Sohn eines Lehrers. Auf Wunsch des Vaters erlernte er in Detmold ab 1860 den Kaufmannsberuf. Er gründete 1868 in Lüdingworth ein eigenes Geschäft. Ab 1882 verwaltete er auch die dortige Postagentur. 1902 gab er sein Geschäft auf und arbeitete danach als Erzähler, Schriftsteller, Komponist, Dramatiker und Lokalhistoriker.

## Ehrungen
- In Cuxhaven-Lüdingworth wurde eine Straße nach ihm  benannt.
- 1913 erhielt er das Preußische Verdienstkreuz in Silber.

## Werke (Auswahl)
- Dit un dat in Hadler Platt. 1877, 3. Aufl. 1897
- Van de Elvkant ut Hadelnland, 1880
- Ut ole un nee Tiden, 1886, 2. Aufl. 1889
- Aus einsamen Stunden, Celle 1888
- Ut'n Volksleven., 1889
- Ut Marsch un Moor, 1894
- Ut minen Blomengoarn, Cuxhaven 1927